# Acid cianuric
Acidul cianuric (IUPAC: 1,3,5-triazin-2,4,6-trionă) este un compus organic cu formula chimică (CNOH)3. Este un derivat de 1,3,5-triazină fiind un compus solid, alb, inodor, utilizat ca precursor sau component al dezinfectanților și ierbicidelor. În anul 1997, producția la nivel mondial a fost de 160 milioane de kg.

## Obținere
Acidul cianuric a fost sintetizat pentru prima dată de către Friedrich Wöhler în anul 1829 în urma reacției de descompunere termică a ureei și a acidului uric. Metoda de obținere utilizată la nivel industrial în prezent implică descompunerea pirolitică a ureei, cu degajare de amoniac. Conversia începe la temperatura de aproximativ 175 °C:
{\displaystyle {\ce {3 H2N-CO-NH2 -> [C(O)NH]3 + 3 NH3}}}

## Proprietăți
Acidul cianuric este majoritar utilizat pe post de precursor pentru obținerea cianuraților N-clorurați, care sunt folosiți pentru dezinfectarea apei. Derivatul diclorurat poate fi preparat printr-o reacție de clorurare directă:
{\displaystyle {\ce {[C(O)NH]3 + 2 Cl2 + 2 NaOH -> [C(O)NCl]2[C(O)NH]}}}
Acest produs de reacție este convertit la sarea sa sodică, denumită dicloro-s-triazinetrionă sodică. Printr-o altă reacție de clorurare se obține un compus denumit acid tricloroizocianuric, [C(O)NCl]3. Acești derivați N-clorurați sunt utilizați ca dezinfectanți și algicizi pentru piscine (pentru clorinarea apei).